# 타우리
타우리 (Ταῦροι), 또는 스키토타우리, 타우리 스키타이는 크림반도에 정착한 사람들이었다. 그들은 크림산맥과 흑해사이의 좁은 땅에 거주하며 고대에 타우리카, 타우리다, 타우리스로 알려졌다.
그들은 킴메리아인의 후손으로 생각된다. 그들을 스키타이인들이 그들의 원래 고향에서 더욱 북쪽으로 기원전 7세기에 추방했다. 그러나 다른 이야기에는 타우리아인들이 압카즈와 아디게 종족과 관련될 수 있다. 그 종족은 그 당시에 현재보다 더 서쪽에 살았다. 
크림반도의 해변에 결국 그리스인이 주류를 이루었고 결과적으로 로마의 식민지가 되었다. 그러나 타우리는 그리스 권력에 위협이었고 흑해상의 배에 해적질을 했고 심볼론(현재의 발라클라바)에서 산적질을 했다.
기원전 2세기에 그들은 스키타이왕 스킬루러스의 휘하가 되었다.

## 같이 보기
- 크림반도의 역사